# Мубарак I ас-Сабах
Мубарак ибн Сабах ас-Сабах, Мубарак аль-Кабир (Мубарак Великий) (араб. الشيخ مبارك بن صباح الصباح‎) (1837 — 28 ноября 1915) — 7-й шейх Кувейта из династии ас-Сабах (1896—1915).

## Биография
Четвёртый сын кувейтского шейха Сабаха II (1859—1866). Мать — Лулуа бинт Мухаммед ат-Такиб. Братья — шейх Абдалла II, шейх Мухаммед, Ахмед, Джарра, Атаби, Гумлар, Хамуд и Джабер.
В 1866 году после смерти шейха Сабаха II ему наследовал старший сын Абдалла II (1866—1892).
В 1871, 1892 и 1894 годах Мубарак ас-Сабах участвовал в военных кампаниях в составе османской армии в Хасе, Катаре и Южном Ираке. В 1879 году получил в награду за военную службу звание главного конюшего его императорского величества.
В 1892 году после смерти шейха Абдаллы II кувейтский престол занял следующий брат Мухаммед (1892—1896). Вступив на престол, Мухаммед предложил своим братьям Мубараку и Джарре разделить с ним власть. Джарра стал руководить финансами, а Мубарак был отправлен подальше от столицы для умиротворения бедуинов.
Мубарак пользовался поддержкой крупного торговца Юсуфа ибн Абдаллы аль-Ибрагима, дальнего родственника династии ас-Сабах и доверенного лица губернатора Басры. Он решил организовать государственный переворот с помощью Мубарака. Возможно, Юсуф сам рассчитывал занять трон, а Мубарак был ему нужен как орудие. 17 мая 1896 года Мубарак со своими сыновьями Джабером и Салемом и несколькими слугами ворвался в дворец шейха Мухаммеда. Мубарак лично застрелил своего старшего брата Мухаммеда. Оружие Джабера дало осечку, но тут вмешались слуги и убили другого брата Джарру. Тут же Мубарак ас-Сабах объявил себя новым шейхом Кувейта.
Юсуф аль-Ибрагим рассчитывал на другой исход переворота. Он немедленно отправился в Басру с жалобой на действия Мубарака, для пущей убедительности прихватив с собой сыновей убитых Мухаммеда и Джарры. В 1897 году у берегов Кувейта появился турецкий флот. Мубарак обратился за помощью к англичанам, но получил отказ: те не желали пока ввязываться в войну с Портой. Одновременно Мубарак написал багдадскому губернатору и стамбульскому муфтию, пытаясь убедить их в ложности слухов о причастии Великобритании к заговору и надеясь получить должность каймакама, как его брат. С помощью щедрых подарков он был официально утвержден на этой должности в декабре 1897 года.
В 1898 году Юсуф аль-Ибрагим вновь предпринял попытку повернуть ход событий в нужное русло, и вновь англичане отказали шейху Мубараку в помощи. Но в том же году у России возникла идея строительства железной дороги Багдад-Кувейт. Узнав об этом, британские власти, дабы не потерять влияние на Ближнем Востоке, дали указание своему резиденту в Персидском заливе Миду заключить соглашение с Мубараком, чтобы вывести Кувейт из-под формальной власти османов. 18 января 1899 года во время охоты, а не переговоров в официальной обстановке, стороны подписали соглашение о том, что шейх Мубарак и его преемники не будут предпринимать самостоятельных шагов во внешней политике, не посоветовавшись с Великобританией. При этом англичане не брали на себя никаких обязательств даже по обороне Кувейта, но пообещали ежегодно оказывать шейху финансовую помощь. Первый взнос составил 15 тысяч индийских рупий. Подписанное соглашение не являлось договором между двумя суверенными державами; стороны поклялись держать в тайне не только содержание соглашения, но и сам факт его заключения. Подписав это соглашение и подготовив Кувейт к вступлению в XX век, шейх Мубарак вскоре стал известен как Мубарак аль-Кабир, то есть Мубарак Великий.
Получив британскую поддержку, кувейтский шейх Мубарак попытался расширить сферу своего влияния и в 1901 году вторгся в Неджд, где тогда властвовали шаммары из дома Аль Рашид. За спиной Мубарака стояли англичане, которым было выгодно ослабление союзного туркам Джебель-Шаммара. Однако 17 марта в битве при Сарифе войско Мубарака было разбито, и ему пришлось думать не о господстве над всей Аравией, а об удержании власти в Кувейте. Воспользовавшись ослаблением ас-Сабаха, турки-османы попытались вернуть Кувейт под свой контроль, но на этот раз британцы откликнулись на просьбу Мубарака о помощи. В сентябре 1901 года Великобритания и Османская империя юридически закрепили Status Quo, согласно которому ни одна из сторон не имела права держать в Кувейте свои войска.
В разгар кувейтского кризиса живший при дворе ас-Сабахов сын недждийского эмира Абдуррахмана, Абдель Азиз ас-Сауд, предпринял дерзкую — и успешную — попытку захвата своей бывшей столицы — Эр-Рияда. Несмотря на то, что оба князя претендовали на роль лидера среди арабских племен, им удавалось поддерживать дружеские отношения: Абдель Азиз называл Мубарака «отцом», а тот его — «сыном».
Кувейтский шейх Мубарак Великий сделал ряд шагов для укрепления позиций Лондона в противовес Стамбулу: в 1904 году Великобритания получила эксклюзивное право на открытие почтовой службы в Кувейте; в 1905—1906 годах Кувейт добился права отправлять в плавание суда под своим собственным флагом, а не под османским; в октябре 1907 года Британия получила исключительное право на строительство железнодорожных объектов в Кувейте, а в 1909 году — право на проведение работ по поиску нефти. За это Мубарак получил от англичан 4 тысячи фунтов и обещание признать независимость Кувейта. Под давлением англичан османы провозгласили Мубарака не «каймакамом», а «правителем Кувейта и главой его племен».
Англо-османская конвенция 1913 года определила статус Кувейта как автономного района в составе Османской империи. Турки даже получили право направить в Кувейт своего чиновника, чего не случалось за прошедшие 150 лет. В обмен на эти уступки за Мубараком была официально закреплена политическая власть в 80-километровой зоне вокруг столицы, в которую вошли острова Бубиян, Файлака, Варба и другие, более мелкие, и право собирать налоги и пошлины в 100-километровой зоне.
Во время Первой мировой войны кувейтский шейх Мубарак открыто примкнул к англичанам и в ноябре 1914 года послал свои войска, чтобы изгнать турок из Умм-Касра, Сафвана, Бубияна и Басры. Помимо этого, Кувейт оказывал материально-техническую поддержку британским войскам, действовавшим в Месопотамии, и помогал эвакуировать раненых в Индию. В знак благодарности в 1914 года Великобритания признала Кувейт «независимым государством под британской защитой», то есть Кувейт стал протекторатом Великобритании.
В последние годы жизни Мубарак страдал от малярии. Во время очередного приступа у него отказало сердце, и 28 ноября 1915 года шейх Мубарак Великий скончался. У него остались два сына, Джабер и Салем, образовавшие две ветви династии ас-Сабах. Согласно действующему закону, Кувейт должны возглавлять представители каждой из этих ветвей поочередно. Никто кроме непосредственных потомков Мубарака не может занять трон Кувейта.